# 宗廟公園
宗廟公園（チョンミョこうえん、宗廟市民公園、韓国語:종묘공원）は、大韓民国ソウル特別市鐘路区にある公園である。

## 概要
公園内には歴史的な文化財もあり、李氏朝鮮時代に朝鮮国王が宗廟で祭事で手を洗ったといわれる井戸や石碑などがある。宗廟の南側、鐘路3街駅付近に位置している。

## 売春ハルモニ問題
ソウルに住む高齢者らの交流の場として知られている。そのため、彼らをターゲットにした約400人のバッカスハルモニが公園内で売春活動している。 そして、少数ながら高齢者以外の20代から40代の韓国人男性もまた彼女らの買春客になっている。

## 2013年老人殺害事件
2013年5月同公園にて、95歳の老人、朴(Park)が38歳の男、黃(Hwang)に殺害される事件が起きた。
朴は当時泥酔していた黃に「日本の植民地統治は、良いことだったとワシは思うよ。」と発言した。これに激怒した黃は感情を抑えきれず朴を蹴飛ばし、朴が持っていた80cmの杖を奪い、頭や顔を数回殴った。朴は全治8ヶ月の脳出血と頭蓋骨骨折を負い、治療を受けた。
裁判所は単なる暴行事件としてこの事件を簡易裁判所に判決を委ねた。然し朴が死亡すると事態は急変した。裁判官は黃の犯行に到った動機は理解出来るものであるとし、黃に懲役5年の判決を科した。これに対し歴史研究家、マックス・フォン・シュラーは「殺人事件としては、非常に軽い刑であった」と彼の著書で指摘している。